# Thysanocarpus
Thysanocarpus é um género botânico pertencente à família Brassicaceae.